# Nawiedzony dom (film 1963)
Nawiedzony dom – amerykański horror z 1963 roku na podstawie powieści Shirley Jackson.
W 1999 roku powstał remake filmu: Nawiedzony.

## Główne role
- Julie Harris - Eleanor Nell Lance
- Claire Bloom - Theodora Theo
- Richard Johnson - dr John Markway
- Russ Tamblyn - Luke Sanderson
- Fay Compton - pani Sanderson
- Rosalie Crutchley - pani Dudley
- Lois Maxwell - Grace Markway
- Valentine Dyall - pan Dudley
- Diane Clare - Carrie Fredericks
- Ronald Adam - Eldridge Harpe

## Fabuła
W opuszczonej posiadłości w Nowej Anglii dr John Markway prowadzi swoje eksperymenty nad zjawiskami paranormalnymi. Pozyskuje do nich dwie kobiety: Eleanorę i Theodorę. Z posiadłością związana jest legenda, według której właściciel tyran doprowadził do śmierci dwóch żon i skazał na samotność swoją córkę, której towarzyszka zginęła spadając ze schodów. Rezydencja w nieoczekiwanym momencie ożywa i od tego momentu dzieją się dziwne rzeczy.

## Nagrody i nominacje
Złote Globy 1963
- Najlepsza reżyseria - Robert Wise (nominacja)